# قشلاق کرانلو (خداآفرین)
قشلاق کرانلو یکی از روستاهای استان آذربایجان شرقی است که در دهستان منجوان غربی بخش منجوان شهرستان خداآفرین واقع شده‌است.
در آستانه انقلاب سفید، که نقشی عمده در فروپاشی نهایی ساختار ایلی ایران داشت، تیره ای از ایل 
محمد خانلو، شامل ۴۰ خانوار، از روستای قشلاق کرانلو بعنوان قشلاق استفاده میکردند..